# Livre III des Fables de La Fontaine
 (janvier 2013).
Si vous disposez d'ouvrages ou d'articles de référence ou si vous connaissez des sites web de qualité traitant du thème abordé ici, merci de compléter l'article en donnant les références utiles à sa vérifiabilité et en les liant à la section « Notes et références ».
Le Livre III des Fables de La Fontaine fait partie du premier recueil des Fables de La Fontaine, publié en 1668.
Ce livre, fut écrit dans le même but que les livres précédents : dénoncer les vices humains et ceux de la société. Ce livre est représenté sous forme de fables afin de divertir le lecteur, mais contient plusieurs morales explicites, pour l'édification du lecteur.

## Tableau des sources desFablesdeLa Fontaine: Livre III
| N° | Fables                               | Sources |
| -- | ------------------------------------ | ------- |
| 1  | Le Meunier, son fils et l'Âne        |         |
| 2  | Les Membres et l'Estomac             |         |
| 3  | Le Loup devenu berger                |         |
| 4  | Les Grenouilles qui demandent un Roi |         |
| 5  | Le Renard et le Bouc                 |         |
| 6  | L'Aigle, la Laie et la Chatte        |         |
| 7  | L'Ivrogne et sa femme                |         |
| 8  | La Goutte et l'Araignée              |         |
| 9  | Le Loup et la Cigogne                |         |
| 10 | Le Lion abattu par l'homme           |         |
| 11 | Le Renard et les Raisins             |         |
| 12 | Le Cygne et le Cuisinier             |         |
| 13 | Les Loups et les Brebis              |         |
| 14 | Le Lion devenu vieux                 |         |
| 15 | Philomèle et Progné                  |         |
| 16 | La Femme noyée                       |         |
| 17 | La Belette entrée dans un grenier    |         |
| 18 | Le Chat et un vieux rat              |         |